# Delphinium novomexicanum
Delphinium novomexicanum är en ranunkelväxtart som beskrevs av Woot.. Delphinium novomexicanum ingår i släktet storriddarsporrar, och familjen ranunkelväxter. Inga underarter finns listade i Catalogue of Life.